# Патриаршие приходы в США
Патриа́ршие прихо́ды в США — каноническое подразделение Русской православной церкви, объединяющее приходы и монастыри Московского патриархата на территории Соединённых Штатов Америки и Мексики. Образовано в 1970 году одновременно с дарованием автокефалии Православной церкви в Америке. Управляется викарным епископом Патриарха Московского и всея Руси с неамериканским титулом.
Представляет Русскую церковь в Постоянной конференции канонических православных епископов Америки (англ. SCOBA).

## История

### Первые православные приходы в Северной Америке
История возникновения Патриарших приходов в США восходит к созданию в 1794 году монахами Валаамского монастыря первой православной миссии на территории Северной Америки. Возникшая их трудами епархия с 1872 года имела свой центр в Сан-Франциско. В 1905 году этот центр был перемещён архиепископом Тихоном в новый Нью-Йоркский Николаевский собор. С 1907 года единственная православная епархия Американского континента именовалась Русской Православной Греко-Кафолической Церковью в Северной Америке под юрисдикцией священноначалия от Церкви Российской, охватывала всю территорию США и Канады и насчитывала около сотни приходов и десятки тысяч верующих.
Этот период истории связан с именами ряда святых, прославленных впоследствии Православной Церковью: святители Тихон (Патриарх Московский) и Иннокентий Московский, священномученики Ювеналий Аляскинский, Александр Хотовицкий и Иоанн Кочуров, праведный Алексий Уилкс-Баррейский, преподобный Герман Аляскинский, мученик Пётр Алеут.

### Разрыв с Церковью в России
После Октябрьской революции 1917 года в России, отношения с высшей церковной властью в Москве оказались весьма затруднёнными. С 1924 года многие приходы Русской Православной Греко-Кафолической Церкви в Северной Америке, возглавляемые митрополитом Платоном (Рождественским), пребывали вне общения с Московским Патриархатом и сформировали то, что стало известно под наименованием «Северо-Американский Митрополичий округ» или «Северо-Американская Митрополия». Часть русских приходов перешла под управление Русской Зарубежной Церкви, часть оставалась верной Московскому Патриархату (в особенности после назначения в 1933 году в США архиепископа Вениамина (Федченкова)).
19 декабря 1927 года на заседании «Синода епископов американских диоцезий Русской Православной Церкви» была издана грамота о учреждении новой церковной структуры — «независимой автономной и автокефальной» Американской Церкви во главе с Платоном (Рождественским).
Учитывая неоднократные срывы переговоров и нежелание вести диалог со стороны неканонической структуры, священноначалие Московского Патриархата несколько раз накладывало на митрополита Платона и на его преемников канонические прещения, что, однако, не помогало возвращению ушедшей в раскол епархии.

### Примирение
В конце 1960-х годов при активном посредничестве митрополита Никодима (Ротова), протоиерея Александра Шмемана и ряда других известных церковных деятелей был достигнут компромисс с Северо-Американской митрополией. 9 апреля 1970 года Священный Синод Русской Церкви восстановил общение с митрополией, сняв прещения с её иерархов, а 10 апреля Патриаршим Томосом даровал Русской Православной Греко-Кафолической Церкви в Северной Америке, которая отныне стала называться Православной Церковью в Америке (ПЦА), автокефалию.

### Патриаршие приходы в США и в Канаде
Томос об автокефалии Православной Церкви в Америке устанавливал её юрисдикцию в пределах североамериканского континента, включая Гавайские острова, за исключением территории Мексики (п. 7 Томоса). В юрисдикцию ПЦА не вошли также все приходы и клир Американского экзархата РПЦ на территории США и Канады, которые пожелали остаться в ведении Патриарха Московского (пп. 3-6 Томоса):
- приходы РПЦ, составлявшие Канадскую епархию РПЦ, с этого момента преобразовывались в Патриаршие приходы в Канаде;
- 43 прихода, входившие в состав экзархата РПЦ в США, а также Свято-Николаевский собор в Нью-Йорке, статус которого оговаривался отдельными пунктами Томоса и соглашения о автокефалии (пп. 3-4 Томоса[1] и статья V Соглашения[4]), преобразовывались в Патриаршие приходы в США.

Главным среди Патриарших приходов в США стал Николаевский собор в Нью-Йорке.
Согласно томосу об автокефалии ПЦА, те из Патриарших приходов в США или Канаде, которые желают перейти в состав ПЦА, могут сделать это по двустороннему согласию (п. 9).
Десятый пункт томоса стал основанием для принятия в 2007 году в юрисдикцию Московского Патриархата по подписании Акта о каноническом общении множества приходов Русской Зарубежной Церкви, продолжающих находиться на канонической территории ПЦА со статусом Самоуправляемой Церкви.

## Управляющие Патриаршими приходами в США

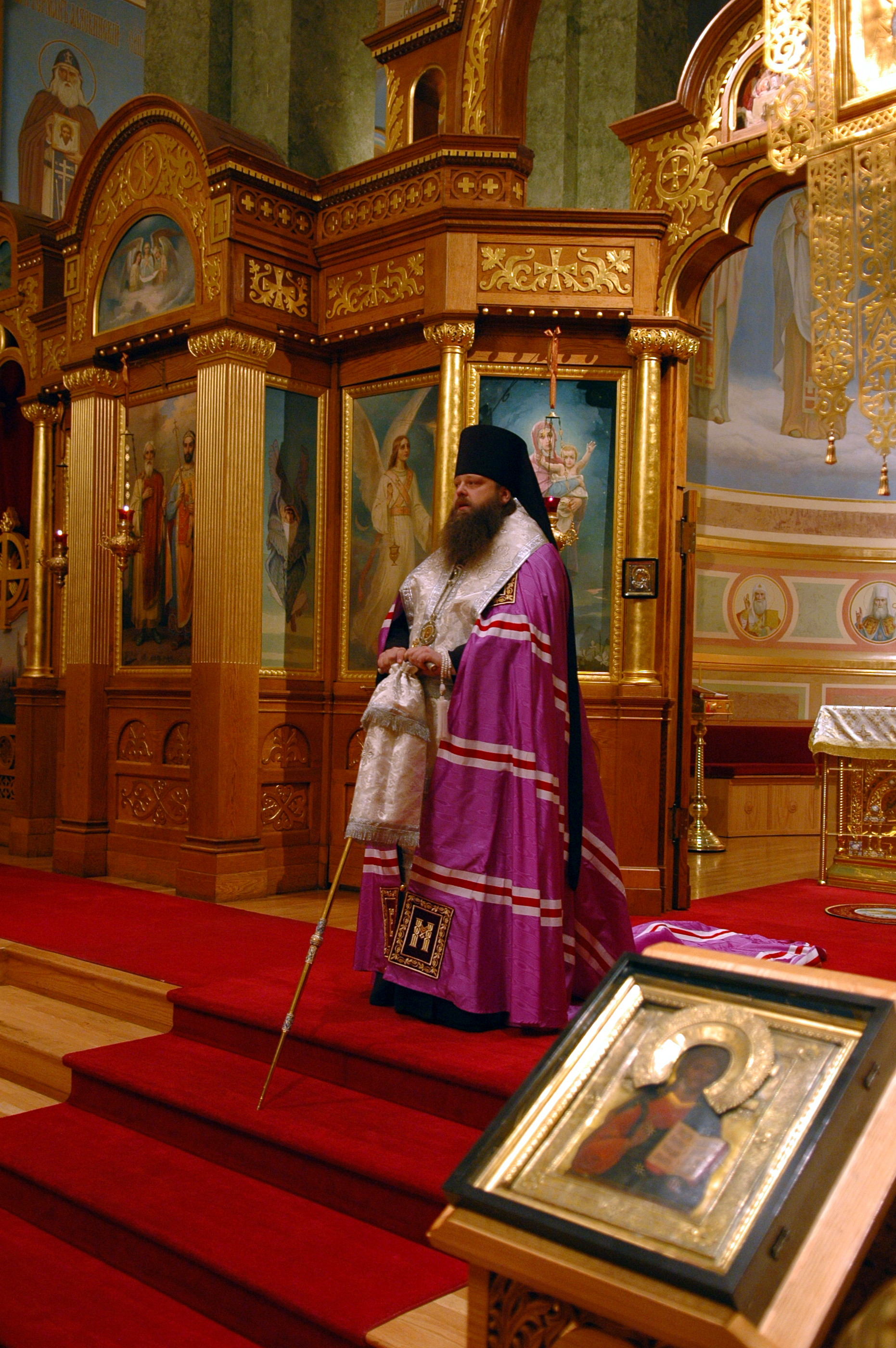
Епископ Зарайский Меркурий в Николаевском соборе Нью-Йорка

- митрополит Никодим (Ротов) (1970), в/у
- епископ Уманский Макарий (Свистун) (30 июля 1970 — 26 декабря 1974), в/у
- епископ Зарайский Иов (Тывонюк) (3 января 1975 — 19 июля 1976), в/у
- епископ Серпуховский Ириней (Середний) (19 июля 1976 — 16 июля 1982), в/у
- епископ Серпуховский Климент (Капалин) (23 марта 1987 — 20 июля 1990)
- епископ Клинский Макарий (Свистун) (20 июля 1990 — 22 июня 1992)
- епископ Зарайский Павел (Пономарёв) (19 февраля 1992 — 29 декабря 1999)
- епископ Зарайский Меркурий (Иванов) (6 февраля 2000 — 31 марта 2009)
- епископ Каширский Иов (Смакоуз) (31 марта 2009 — 5 марта 2010) в/у
- архиепископ Наро-Фоминский Юстиниан (Овчинников) (5 марта 2010 — 25 июля 2014)
- епископ Наро-Фоминский Иоанн (Рощин) (25 июля 2014 года — 15 октября 2018)
- епископ Сурожский Матфей (Андреев) (с 15 октября 2018), в/у.

На Великом входе имя епископа, управляющего Патриаршими приходами, поминается после имен патриарха Московского и митрополита всей Америки и Канады, предстоятеля ПЦА. Титул управляющего не должен содержать какого-либо американского топонима.

## Храмы
Главный собор — Свято-Николаевский собор в городе Нью-Йорке. В Нью-Йорке находится также единственный монастырь Патриарших приходов в США — монастырь святой Марии Египетской.
Патриаршие приходы в США разделены на четыре благочиния: Атлантических, Восточных, Западных и Центральных штатов.
- Благочиние Атлантических штатов:
  - Храм Николая Чудотворца (Рединг), Рединг (Пенсильвания)
  - Храм архистратига Михаила (Филадельфия), Филадельфия (Пенсильвания)
  - Храм Григория Богослова (Тампа), Тампа (Флорида)
  - Собор Андрея Первозванного (Филадельфия), Филадельфия (Пенсильвания)
  - Храм Николая Чудотворца (Уилкс-Барре), Уилкс-Барре (Пенсильвания)
  - Храм Петра и Павла (Скрентон), Скрентон (Пенсильвания)
  - Церковь Святой Троицы (Балтимор), Балтимор, Мэрилэнд
  - Храм Николая Чудотворца (Честер), Честер (Пенсильвания)
  - Храм Георгия Победоносца (Палмертон), Палмертон (Пенсильвания)
- Благочиние Восточных штатов:
  - Храм в честь Трех Великих Святителей (Гарфилд), Гарфилд (Нью-Джерси)
  - Храм Георгия Победоносца (Бейсайд), Бейсайд (Куинс)
  - Храм Всех Святых в земле Российской просиявших (Пайн-Буш), Пайн-Буш (Нью-Йорк)
  - Храм Петра и Павла (Элизабет), Элизабет (Нью-Джерси)
  - Собор Петра и Павла (Пассейик), Пассейик (Нью-Джерси)
  - Храм Петра и Павла (Манчестер, Нью-Гэмпшир), Манчестер (Нью-Гэмпшир)
  - Храм в честь Рождества Иоанна Крестителя (Литл-Фолс), Литл-Фолс (Нью-Джерси)
  - Храм Воздвижения Животворящего Креста (Хакетстаун), Хакетстаун (Нью-Джерси)
  - Храм Николая Чудотворца (Бейонн), Бейонн
- Благочиние Центральных штатов:
  - Храм святителя Иннокентия Иркутского (Редфорд), Рэдфорд (Мичиган)
  - Храм Николая Чудотворца (Бруксайд), Бруксайд (Алабама)
  - Храм Успения Божией Матери (Бэнлд), Бэнлд (Иллинойс)
  - Церковь Рождества Христова (Янгстаун), Янгстаун (Огайо)
  - Часовня Николая Чудотворца (Эдинборо), Эдинборо (Пенсильвания)
  - Церковь Ильи Пророка (Батл-Крик), Батл-Крик (Мичиган)
  - Храм Андрея Первозванного (Ист-Лансинг), Ист-Лансинг (Мичиган)
  - Храм святителя Иоанна Златоустого (Гранд-Рэпидс), Гранд-Рэпидс (Мичиган)
  - Храм Архистратига Михаила (Рэдфорд), Рэдфорд (Мичиган)
- Благочиние Западных штатов:
  - Свято-Николаевский Собор (Сан-Франциско), Сан-Франциско (Калифорния)
  - Церковь Казанской Иконы Божией Матери (Сан-Диего), Сан-Диего (Калифорния)
  - Храм Покрова Божией Матери, Мехико (Мексика)